# 巴歪岛
1°11′10.06″N 103°43′29″E / 1.1861278°N 103.72472°E
巴歪岛，又译巴威岛，是新加坡西南部的一座岛屿，位于苏东岛以南，沙都姆岛以北，面积182,000平方米。为新加坡共和国武装部队进行实弹演习的地区。